# 블레이드 (마블 코믹스)
블레이드(Blade)는 마블 코믹스에서 발행된 만화이자 그 작품의 주인공을 지칭이다. 블레이드는 '드라큘라의 무덤'이라는 작품에서 최초로 등장했으며 본명은 에릭 브룩스. 어머니는 바네사 브록스로 임신 중에 흡혈귀에게 습격받아, 태내에 있던 에릭은 흡혈귀와 인간의 특성을 겸비한 하프(담피르)로 태어나게 되었다. 동료이자 선생인 아브라함 위슬러에게 거두어져 흡혈귀들에게 반감을 가진 채 흡혈귀들을 사냥하기 시작했다.
인간과 흡혈귀의 특성을 다 겸비한 혼혈(담피르)이기 때문에 흡혈귀의 초인적인 능력을 보유하고 있으며 기존 흡혈귀들의 약점을 무시한다. 그의 약점은 흡혈충동으로서 점점 강해지고 있는 충동을 막기위해 항상 노력한다.
총기류, 흉기류를 다루는 실력이 뛰어나며 블레이드와 마찬가지로 흡혈귀들을 사냥하는 팀들과 같이 활동한적이 있다.